# Joker (film, 2019)
Pour les articles homonymes, voir Joker.
Série
Joker : Folie à deux
(2024)
Pour plus de détails, voir Fiche technique et Distribution.
Joker est un drame psychologique américain co-écrit et réalisé par Todd Phillips, sorti en 2019.
Le film suit Arthur Fleck qui travaille dans une agence de clowns à Gotham City. Méprisé et incompris, il mène une morne vie en marge de la société et habite dans un immeuble miteux avec sa mère Penny. Un soir, agressé dans le métro par trois traders de Wayne Enterprises alcoolisés, il les tue. Son geste inspire à une partie de la population l'idée de s'en prendre elle aussi aux puissants. Dans cette société décadente, Arthur bascule peu à peu dans la folie et finit par devenir Joker, un dangereux tueur psychopathe victime d'hallucinations et le plus grand criminel de Gotham.
Todd Phillips a coécrit le scénario avec Scott Silver. Ils se sont inspirés des études de personnages des années 1970 et des films de Martin Scorsese (en particulier Taxi Driver et La Valse des pantins) et d’un scénario retrouvé dans des archives, qui était initialement attaché au projet en tant que producteur. Le film adapte vaguement des éléments de l'intrigue de Batman: The Killing Joke (1988), mais Phillips et Silver ne se sont pas inspirés de bandes dessinées spécifiques.
Véritable triomphe au box-office mondial (plus d'un milliard de dollars de recettes) et bénéficiant de critiques élogieuses, il crée toutefois une polémique, notamment aux États-Unis, du fait de reproches d'apologie de la violence, laquelle demeure contestée par le réalisateur.
Le film est présenté en compétition officielle à la Mostra de Venise 2019 où il reçoit le Lion d'or et est ovationné. Il est ensuite nommé près d'une trentaine de fois pour différentes catégories de récompenses (Oscars, Golden Globes, British Academy Film Awards, César du meilleur film étranger, etc.).
Le jeu d'acteur de Joaquin Phoenix est particulièrement salué, cette performance lui valant de nombreuses récompenses dont le Golden Globe du meilleur acteur dans un film dramatique et l'Oscar du meilleur acteur.
La compositrice Hildur Guðnadóttir reçoit également plusieurs prix, dont le Golden Globe et l'Oscar de la meilleure musique de film.

## Synopsis

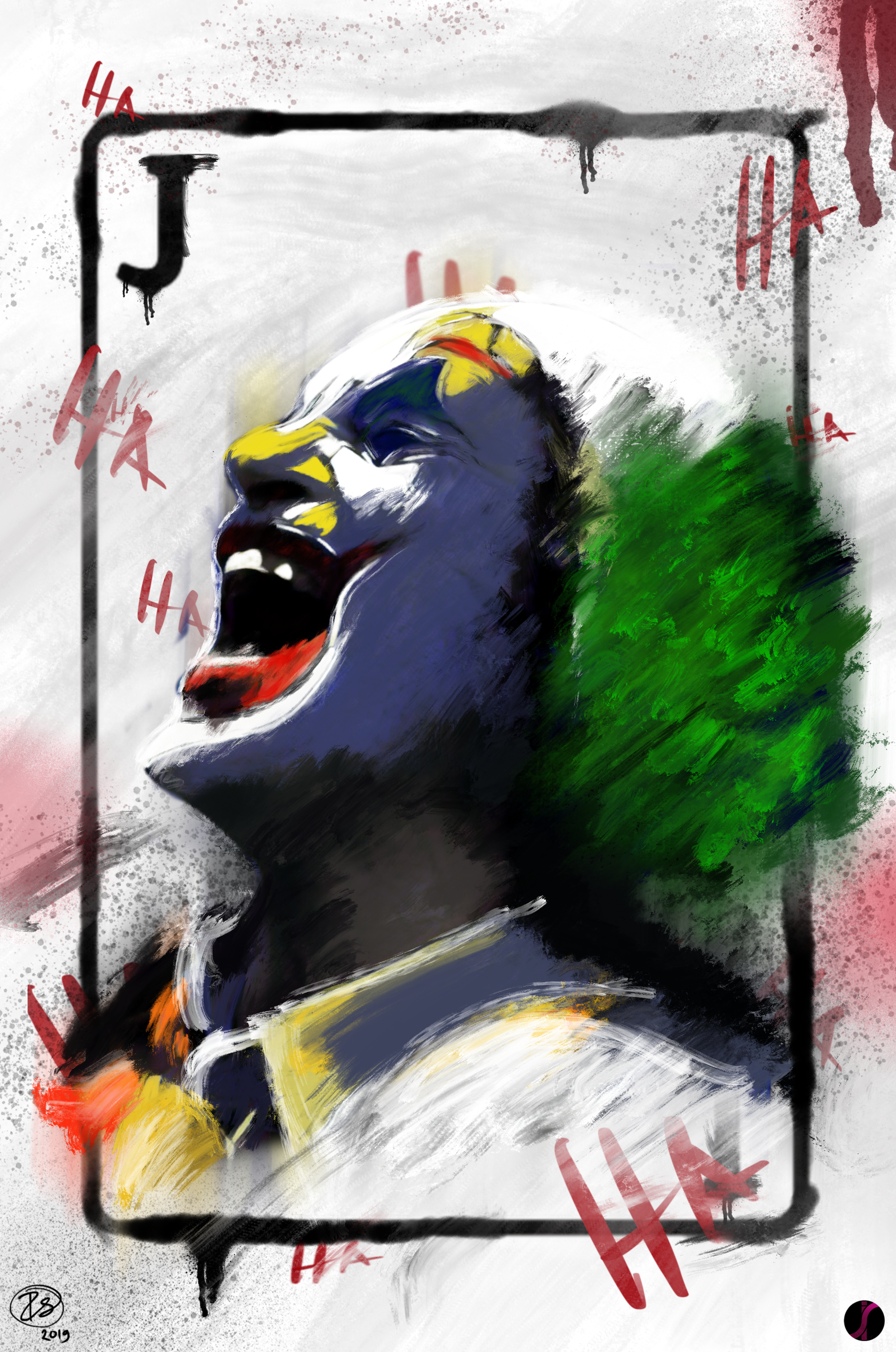
Représentation d'une carte à jouer à l'effigie du Joker de Joaquin Phoenix.

Arthur Fleck souffre de troubles mentaux le poussant, notamment, à rire involontairement et souvent à des moments inopportuns. Il rêve de devenir humoriste, sa mère Penny lui ayant assigné depuis toujours pour mission de « donner le sourire et de faire rire les gens dans ce monde sombre et froid ». En fait, il ne ressent que tristesse, même lorsqu'il travaille en tant que clown pour subvenir à ses besoins et à ceux de sa mère. Gotham City est au bord du chaos, en proie au chômage, à la criminalité et à la crise financière, laissant une bonne partie de la population dans la misère.
Un jour, alors qu'il est déguisé en clown publicitaire, un groupe d'adolescents lui vole sa pancarte publicitaire. Il les poursuit jusqu'à une ruelle déserte. Là ses agresseurs le frappent, l'insultent et cassent sa pancarte. Son employeur l'accuse d'avoir inventé cet incident et lui ordonne de restituer ou de rembourser la pancarte. Un de ses collègues, Randall, lui donne alors un revolver pour qu'il puisse se défendre.
Dans le même temps, Arthur fait la connaissance de Sophie, une mère célibataire habitant dans le même immeuble, qu'il suit furtivement.
Lors d'un spectacle dans un hôpital pour enfants, Fleck fait tomber accidentellement son arme au sol. À la suite de cet incident et d'une dénonciation calomnieuse de la part de Randall, qui l'accuse d'avoir voulu lui acheter un revolver, il perd son emploi.
Un jour, en revenant chez lui, toujours vêtu de son costume de clown, il est témoin, dans le métro, du harcèlement d'une jeune femme par trois jeunes hommes. À cause de son handicap, il est pris d'un fou rire et ces derniers l'insultent et le frappent, comme l'avait fait la bande d'adolescents. Utilisant son arme pour échapper à leur violence, il abat deux d'entre eux dans la rame puis poursuit le troisième et l'abat sur le quai. Reprenant ses esprits, il s'enfuit, apeuré, et s'enferme dans les toilettes où il fait lentement des mouvements de tai chi pour retrouver son calme.
Les trois hommes étaient des employés de Wayne Enterprises. Leur meurtre, ainsi que les propos de Thomas Wayne, candidat à la mairie de Gotham City, contre les citoyens les plus pauvres qui, selon lui, utilisent le symbole du clown pour se masquer et commettre des crimes, déclenchent alors un mouvement populaire contre les riches. Arthur se rend compte que ses actes lui ont permis d'être enfin remarqué par la société, même si son identité n'est pas encore connue.
Peu de temps après, son assistante sociale lui apprend qu'il ne pourra plus être suivi psychologiquement ni recevoir ses doses habituelles de médicaments, car la mairie a décidé de cesser de financer l'établissement.
Arthur se produit finalement sur la scène du Pogo's, sous les yeux de Sophie, mais son one-man-show tourne au fiasco lorsqu'il ne peut s'empêcher de rire nerveusement durant la quasi-totalité de ses blagues.
Arthur comprend par ailleurs, en ouvrant une des nombreuses lettres que sa mère tente de faire parvenir à Thomas Wayne pour l'alerter sur leurs conditions de vie précaires, qu'il serait en fait le fils de l'homme d'affaires. Sa mère lui raconte alors que, travaillant pour le milliardaire, elle a eu une liaison avec ce dernier, qu'elle est tombée enceinte de lui et qu'elle a dû, par la suite, signer des documents lui interdisant d'en parler. Arthur part pour le manoir des Wayne et fait la connaissance de leur jeune fils, Bruce, avant de se faire éconduire par le majordome de la famille, qui connaît Penny Fleck et affirme qu'elle ment.
Penny est hospitalisée en raison d'un AVC qu'elle a eu à la suite de la venue des inspecteurs Garrity et Burke enquêtant sur les meurtres du métro et souhaitant s'entretenir avec son fils.
Dans le même temps, Murray Franklin, un animateur de débats télévisés à succès qu'Arthur admire, diffuse des extraits de sa prestation ratée au Pogo's et le tourne en ridicule dans son émission.
Alors que des manifestations anti-riches éclatent près d'un auditorium où se trouve Thomas Wayne, Arthur s'infiltre dans le bâtiment et parvient à rencontrer le milliardaire. Celui-ci lui affirme alors que sa mère est atteinte de démence et qu'en outre elle l'a adopté lorsqu'elle travaillait pour lui. Puis, exaspéré par l'insistance d'Arthur, Wayne le frappe et lui ordonne de rester loin de son fils.
Par la suite, Arthur parvient à lire, à l'hôpital psychiatrique Arkham, le dossier médical de sa mère, qui confirme la version de Thomas Wayne. Il aurait été adopté et Penny l'aurait négligé, le laissant même être l'objet de sévices de la part de son compagnon de l'époque, qui lui aurait causé des séquelles physiques et psychologiques. Penny soutient, au contraire, que Thomas Wayne a utilisé son influence pour la faire enfermer à Arkham et faire fabriquer de faux papiers d'adoption dans le but de cacher leur ancienne relation.
Ayant réalisé que son handicap n'était pas vrai et que sa mère l'avait négligé, il lui rend visite à l'hôpital, lui reproche de s'être moquée de lui dès son enfance et l'étouffe avec son oreiller.
De retour dans son immeuble, il entre dans l'appartement de Sophie qui, effrayée, lui demande de partir : leur relation sentimentale n'était ainsi que le fruit de l'imagination d'Arthur.
Arthur reçoit ensuite un appel de l'assistante de Murray Franklin qui l'invite à se produire dans son émission, à la suite des nombreuses demandes des téléspectateurs, ce qu'il accepte. Alors qu'il se prépare chez lui pour le tournage télévisé du soir, simulant son suicide sur un fauteuil et dansant avec That's Life en fond sonore, il trouve ensuite, en se maquillant en clown, une photo de sa mère sur un miroir signée au dos « T.W. » (les mêmes initiales que Thomas Wayne) avec un mot lui disant qu'elle a un beau sourire.
Un peu plus tard, il reçoit la visite de ses anciens collègues, Randall et Gary, le nain, venus l'aider après avoir appris le décès de sa mère. Il poignarde tout à coup sauvagement Randall avec une paire de ciseaux pour l'avoir trahi auprès de son ancien employeur. Affolé, Gary reste bloqué dans l'appartement car il ne peut pas atteindre la chaînette de la porte en raison de sa petite taille. Mais Arthur ouvre la porte au petit homme terrorisé et le laisse partir sain et sauf car il fut "le seul à avoir été gentil" avec lui.
Sur le chemin pour l'émission de Murray, Arthur, qui a maintenant tous ses aspects de Joker, descend les marches de sa rue en dansant sur fond de musique rock. Il est bientôt suivi puis pris en chasse par les deux inspecteurs de police qui le soupçonnent du meurtre des trois traders. Après une course-poursuite dans les rues de Gotham, il se cache dans une rame de métro, au milieu de manifestants portant des masques de clown. Un clown est tué accidentellement par l'inspecteur Burke, provoquant le passage à tabac des deux policiers et renforçant la haine des manifestants envers le système. Arthur, solitaire, regarde la police partir à l'opposé alors qu'il se dirige vers la sortie, fumant sa cigarette et souriant.
Dans les coulisses de Live With Murray Franklin, Arthur demande à l'animateur de le présenter sous le nom de « Joker » (terme que ce dernier avait choisi pour juger sa prestation lors de la diffusion des extraits de son spectacle). Sur le plateau, après une arrivée dansante et une blague morbide instaurant un certain malaise, il donne son avis sur la société de Gotham City tout en révélant, en direct et à la surprise générale, qu'il est l'auteur du meurtre des trois traders. Estomaqué, Murray Franklin cherche alors à reprendre le contrôle de la situation en tentant d'entamer un dialogue en direct et face au public avec lui. Mais, sachant que Murray l'avait invité pour se moquer de lui, Arthur, plutôt que de se suicider, lui tire soudain une balle dans la tête et l'achève d'une balle dans le corps. Puis il s'adresse à la caméra en disant : « Bonne nuit et n'oubliez pas : That's life ! » - qui était l'expression fétiche de Murray pour la fin de l'émission (en français : « C'est la vie ! »).
Arrêté par la police, il se réjouit du chaos qui règne dans les rues de la ville à la suite de ses agissements. Soudain, la voiture qui l'emmène au commissariat est percutée par une ambulance conduite par des clowns et il est libéré par les manifestants.
Pendant ce temps, dans la panique, Thomas, Martha et Bruce Wayne sortent en trombe du cinéma où ils se trouvaient et s'engagent dans une ruelle sombre pour fuir : un manifestant portant un masque de clown les suit et abat le couple sous les yeux de leur fils après avoir dit à Thomas Wayne la phrase qu'Arthur a prononcée lors du meurtre de Murray.
Arthur, quant à lui, est considéré comme un symbole et un héros par les manifestants. Acclamé par la foule, il se dessine sur le visage un sourire avec son propre sang. C'est ainsi qu'Arthur Fleck devient le clown prince du crime de Gotham : le Joker.
En une ellipse, le Joker, désormais menotté à l'asile, est interrogé par une psychologue. Il rit en pensant à une blague. On voit alors brièvement le jeune Bruce Wayne sous le choc, regardant ses parents gisant au sol. La thérapeute d'Arthur voudrait comprendre sa blague, mais celui-ci lui répond simplement « Vous pouvez pas saisir ». La musique de That's Life démarre et il fredonne les paroles de la chanson, devant la psychologue perplexe.
Dans la dernière séquence du film, toujours avec That's Life en fond sonore, le Joker marche dans un couloir de l'hôpital, libre de ses chaînes, laissant derrière lui des traces de pas ensanglantées, puis est pris en chasse par un surveillant. Le film se conclut par un « Fin » écrit en jaune dans une police de caractères typique des années 1970.

## Fiche technique
Sauf indication contraire, les informations mentionnées dans cette section peuvent être confirmées par les bases de données cinématographiques IMDb et Allociné,  présentes dans la section « Liens externes ».
- Titre original, français et québécois : Joker
- Réalisation : Todd Phillips
- Scénario : Todd Phillips et Scott Silver, d'après le personnage du Joker créé par Bill Finger, Bob Kane et Jerry Robinson et d'après les personnages DC Comics
- Musique : Hildur Guðnadóttir
- Direction artistique : Laura Ballinger
- Décors : Mark Friedberg
- Costumes : Mark Bridges
- Photographie : Lawrence Sher
- Son : Alan Robert Murray, Dean A. Zupancic, Ryan Murphy, Tod Maitland, Tom Ozanich, Tony Pilkington
- Montage : Jeff Groth
- Production : Bradley Cooper, Todd Phillips et Emma Tillinger Koskoff
  - Production déléguée : Michael E. Uslan, Richard Baratta, Bruce Berman, Joseph Garner, Aaron L. Gilbert et Walter Hamada
  - Coproduction : David Webb
  - Coproduction déléguée : Jason Cloth et Anjay Nagpal
- Sociétés de production[1] : Joint Effort et DC Films, présenté par Warner Bros., en association avec Village Roadshow Pictures et BRON Studios, Creative Wealth Media Finance (non crédité)
- Société de distribution : Warner Bros.
- Budget : 55 millions de $[2]
- Pays de production :  États-Unis
- Langue originale : anglais
- Format[3] : couleur - 35 mm / 70 mm / D-Cinema - 1,85:1 (Panavision) - son SDDS | Dolby Atmos | Datasat | Dolby Digital
- Genre : Drame et thriller psychologique[4],[5],[6]
- Durée : 122 minutes
- Dates de sortie[7] :
  - Italie : 31 août 2019 (première mondiale à Venise au festival Mostra de Venise)[8]
  - Belgique : 2 octobre 2019[9]
  - États-Unis : 2 octobre 2019 (Festival du film de New York) ; 4 octobre 2019 (sortie nationale)
  - Québec : 4 octobre 2019[10]
  - France, Suisse romande : 9 octobre 2019[11]
- Classification[12] :
  - États-Unis : interdit aux moins de 17 ans (R – Restricted)[Note 2]
  - Canada : les enfants de moins de 14 ans doivent être accompagnés d'un adulte (14A - 14 Accompaniment)
  - Québec : 13 ans et plus (violence) (13+ / 13 years and over)[10]
  - France : interdit aux moins de 12 ans avec avertissement[13] lors de sa sortie en salles et à la télévision
  - Belgique : interdit aux moins de 16 ans (KNT/ENA : Kinderen Niet Toegelaten  / Enfants Non Admis)[9],[14],[Note 3]
  - Suisse romande : interdit aux moins de 16 ans[15]

## Distribution
- Joaquin Phoenix (VF : Boris Rehlinger ; VQ : François Trudel) : Arthur Fleck / le Joker
- Robert De Niro (VF : Jacques Frantz ; VQ : Jean-Marie Moncelet) : Maurice « Murray » Franklin, le présentateur de l'émission
- Zazie Beetz (VF : Fily Keita ; VQ : Catherine Brunet) : Sophie Dumond, la voisine d'Arthur
- Frances Conroy (VF : Anne Rochant ; VQ : Élise Bertrand) : Penny Fleck, la mère d'Arthur
- Hannah Gross : Penny Fleck, jeune
- Shea Whigham (VF : Bruno Choël) : l'inspecteur Burke
- Bill Camp (VF : Paul Borne) : l'inspecteur Garrity
- Glenn Fleshler (en) (VF : Pascal Casanova ; VQ : Bruno Marcil) : Randall Kleinmanhoffer, le collègue d'Arthur
- Leigh Gill (VF : Henry David Cohen) : Gary Puddles, le collègue d'Arthur
- Greer Barnes (en) (VF : Frantz Confiac) : un collègue de travail d'Arthur
- Brett Cullen (VF : Jean-Louis Faure ; VQ : Jean-François Blanchard) : Thomas Wayne
- Dante Pereira-Olson (en) : Bruce Wayne, le fils de Thomas
- Carrie Louise Putrello : Martha Wayne, l'épouse de Thomas
- Douglas Hodge (VF : Eric Peter) : Alfred Pennyworth, le majordome de la famille Wayne
- Sharon Washington (en) (VF : Jocelyne Nzunga Mbembo) : Debra Kane, l'assistante sociale d'Arthur
- Josh Pais (VF : Franck Capillery) : Hoyt Vaughn
- Rocco Luna : GiGi Dumond
- Marc Maron : Gene Ufland
- Sondra James : Dr Sally
- Murphy Guyer : Barry O'Donnell
- Frank Wood (VF : Xavier Fagnon) : Dr Stoner
- Bryan Callen : un strip-teaseur
- April Grace : la psychiatre d'Arkham State Hospital
- Brian Tyree Henry (VF : Daniel Lobé ; VQ : Didier Lucien) : Carl
- Justin Theroux : un invité de Live With Murray Franklin[16] (caméo)
- Todd Phillips (VF : Julien Chatelet) : le comédien au Pogo's juste avant Arthur Fleck[17] (caméo)
- Chris Redd (VF : Christophe Peyroux) : l'animateur du Pogo's Club.
- Carl Lundstedt (VF : Benoît DuPac) : le membre de Wayne Enterprises qui agresse Arthur

 Source et légende : version québécoise (VQ) sur Doublage.qc.caversion française (VF) sur RS-Doublage et AlloDoublage

## Production

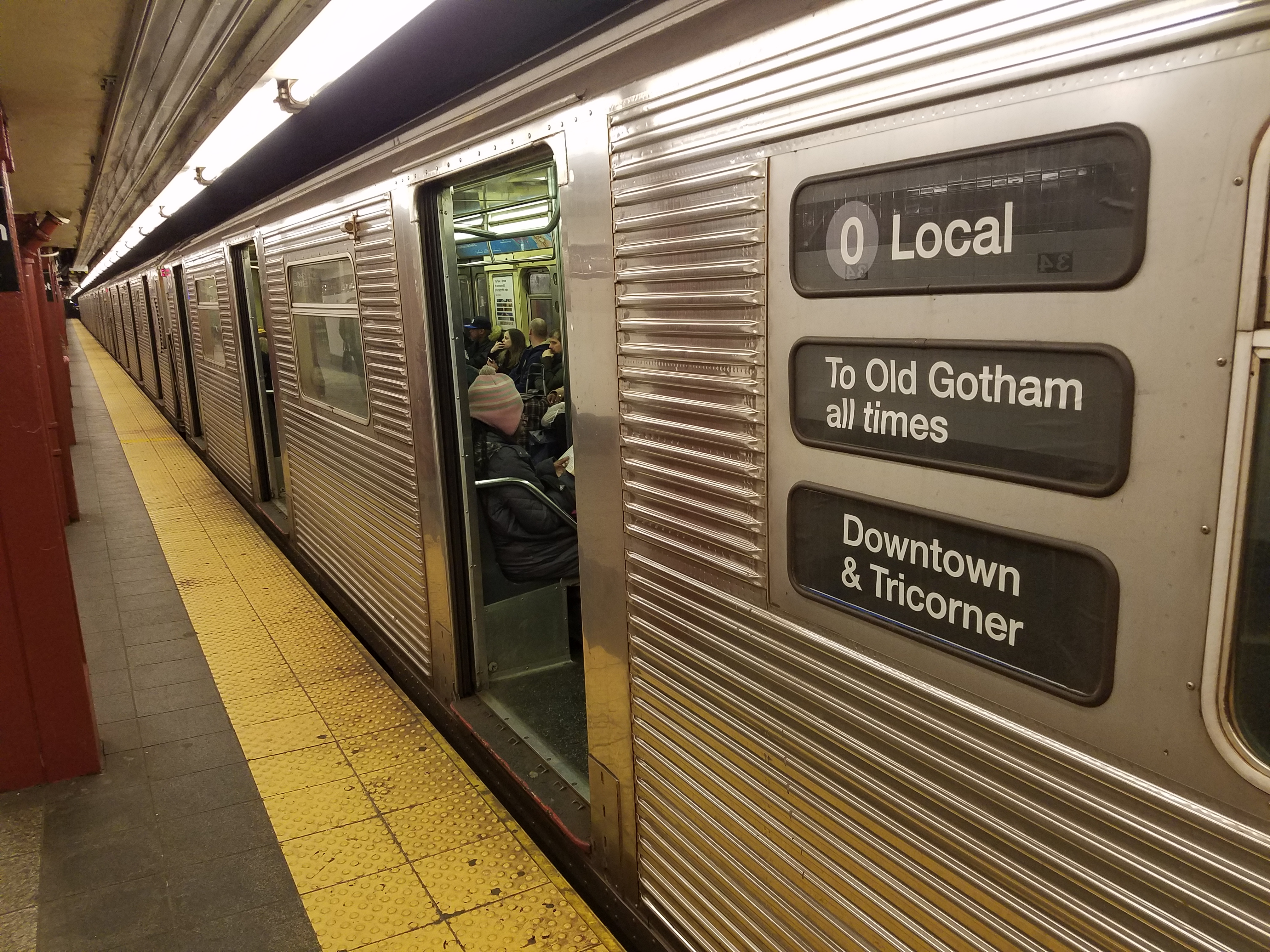
Une rame de la ligne C du métro de New York avec une girouette indiquant la ligne fictive 0 laissée après le tournage du film Joker.

### Genèse et développement
En août 2017, Warner Bros. et DC Films annoncent leur intention de produire un film sur le Joker, indépendamment de l'univers cinématographique DC. Todd Phillips est alors annoncé comme réalisateur, coscénariste (avec Scott Silver) et producteur (avec Martin Scorsese). Le début du tournage est alors annoncé pour 2018 avec un budget de 55 millions de dollars.
En juillet 2018, Scorsese quitte finalement le projet. Emma Tillinger Koskoff, qui préside désormais la société Sikelia Productions de Martin Scorsese, est alors annoncée comme productrice. Joker est présenté comme le premier d'une série de films produits par DC mais non liés à l'univers cinématographique DC. Les influences de Joker sont des films comme Taxi Driver et La Valse des pantins de Scorsese.
En juillet 2018, le titre du film, Joker, et une sortie pour 2019 sont annoncés.

### Attribution des rôles
En septembre 2017, Warner Bros. envisage Leonardo DiCaprio pour le rôle du Joker. Cependant, en février 2018, Todd Phillips présente Joaquin Phoenix comme son premier choix pour le rôle. L'acteur est officialisé dans le rôle en juillet 2018.
En juillet 2018, Robert De Niro et Zazie Beetz sont évoqués pour des rôles secondaires,,.
Frances McDormand a refusé le rôle de la mère du Joker. Le rôle revient à Frances Conroy.
Fin juillet 2018, Marc Maron et Bryan Callen rejoignent la distribution,.
En août 2018, Alec Baldwin est choisi pour incarner Thomas Wayne. Mais l'acteur doit quitter le projet peu de temps après en évoquant une incompatibilité d'emploi du temps. Brett Cullen est annoncé pour le remplacer quelques jours plus tard.

### Tournage
Le tournage débute le 10 septembre 2018 à New York,. Il a lieu notamment à Harlem.

## Musique

### Bande originale
La musique originale du film est composée par la violoncelliste islandaise Hildur Guðnadóttir.
| Liste des titres | Liste des titres            | Liste des titres | Liste des titres | Liste des titres | Liste des titres | Liste des titres | Liste des titres | Liste des titres | Liste des titres |
| No               | Titre                       | Durée            |                  |                  |                  |                  |                  |                  |                  |
| ---------------- | --------------------------- | ---------------- | ---------------- | ---------------- | ---------------- | ---------------- | ---------------- | ---------------- | ---------------- |
| 1.               | Hoyt's Office               | 1:25             |                  |                  |                  |                  |                  |                  |                  |
| 2.               | Defeated Clown              | 2:39             |                  |                  |                  |                  |                  |                  |                  |
| 3.               | Following Sophie            | 1:33             |                  |                  |                  |                  |                  |                  |                  |
| 4.               | Penny in the Hospital       | 1:18             |                  |                  |                  |                  |                  |                  |                  |
| 5.               | Young Penny                 | 2:02             |                  |                  |                  |                  |                  |                  |                  |
| 6.               | Meeting Bruce Wayne         | 4:36             |                  |                  |                  |                  |                  |                  |                  |
| 7.               | Hiding in the Fridge        | 1:23             |                  |                  |                  |                  |                  |                  |                  |
| 8.               | A Bad Comedian              | 1:28             |                  |                  |                  |                  |                  |                  |                  |
| 9.               | Arthur Comes to Sophie      | 1:39             |                  |                  |                  |                  |                  |                  |                  |
| 10.              | Looking for Answers         | 0:51             |                  |                  |                  |                  |                  |                  |                  |
| 11.              | Penny Taken to the Hospital | 1:49             |                  |                  |                  |                  |                  |                  |                  |
| 12.              | Subway                      | 3:34             |                  |                  |                  |                  |                  |                  |                  |
| 13.              | Bathroom Dance              | 2:08             |                  |                  |                  |                  |                  |                  |                  |
| 14.              | Learning How to Act Normal  | 1:18             |                  |                  |                  |                  |                  |                  |                  |
| 15.              | Confession                  | 1:29             |                  |                  |                  |                  |                  |                  |                  |
| 16.              | Escape from the Train       | 2:31             |                  |                  |                  |                  |                  |                  |                  |
| 17.              | Call Me Joker               | 4:49             |                  |                  |                  |                  |                  |                  |                  |
| 36:33            |                             |                  |                  |                  |                  |                  |                  |                  |                  |

### Musiques additionnelles
Quatre titres sont présents sur ce disque de musiques additionnelles :
| Liste des titres | Liste des titres                     | Liste des titres                   | Liste des titres                   | Liste des titres | Liste des titres | Liste des titres | Liste des titres | Liste des titres | Liste des titres |
| No               | Titre                                | Musique                            | Interprète(s)                      | Durée            |                  |                  |                  |                  |                  |
| ---------------- | ------------------------------------ | ---------------------------------- | ---------------------------------- | ---------------- | ---------------- | ---------------- | ---------------- | ---------------- | ---------------- |
| 1.               | The Live! with Murray Franklin Theme | Ellis Drane and his Jazz Orchestra | Ellis Drane and his Jazz Orchestra | 0:51             |                  |                  |                  |                  |                  |
| 2.               | If You're Happy and You Know It      | Joe Raposo                         | Chaim Tenenbaum (échantillon)      | 1:24             |                  |                  |                  |                  |                  |
| 3.               | That's Life (Instrumental Version)   | Dean Kay, Kelly Gordon             | Ellis Drane and his Jazz Orchestra | 2:49             |                  |                  |                  |                  |                  |
| 4.               | Smile (Instrumental Version)         | Charlie Chaplin                    | Ellis Drane and his Jazz Orchestra | 0:33             |                  |                  |                  |                  |                  |
| 5:37             |                                      |                                    |                                    |                  |                  |                  |                  |                  |                  |

### Chansons présentes dans le film
- Temptation Rag de Henry Lodge[39]
- Here Comes The King de Steve Karmen
- Rooftop de Hildur Guðnadóttir & Jóhann Jóhannsson (extrait de la B.O de Marie Madeleine)
- Murray's Theme de Judson Crane
- Everybody Plays the Fool de The Main Ingredient
- The Moon Is a Silver Dollar de Lawrence Welk and His Orchestra
- Slap That Bass de George et Ira Gershwin / Fred Astaire (tiré du film musical L'Entreprenant Monsieur Petrov)
- Send In the Clowns de Frank Sinatra
- My Name Is Carnival de Jackson C. Frank
- Smile / Love Theme de Charlie Chaplin (Extrait du film Les Temps modernes. La version chantée de Smile est de Jimmy Durante)
- That's Life (différentes versions dont celle de Frank Sinatra)
- Spanish Flea de Ray Davies and His Button Down Brass
- White Room de Cream
- Murray's Late Night de Bill O'Connell
- Rock and Roll Part 2 de Gary Glitter

## Accueil

### Promotion
Lors de la convention, peu avant de présenter les premières images, le réalisateur, en réponse aux nombreuses spéculations autour du film, évoque la difficulté de décrire le long métrage et de le classer dans un genre. Il conçoit, néanmoins, de définir Joker comme étant une tragédie.

### Accueil critique
Le film obtient des critiques élogieuses,,,,,,,, tout en divisant et en suscitant la polémique, notamment aux États-Unis, du fait d'accusations d'apologie de la violence,,. Le réalisateur ne comprend pas ces reproches, qui vont à l'encontre de ses motivations : 

« En quoi serions-nous irresponsables alors que, justement, dans Joker, la violence a des conséquences terrifiantes et réalistes ? Notre film est tout sauf une célébration de la violence, ça me met profondément en colère. »

Stéphane Delorme, des Cahiers du cinéma, décrit Joker comme « un soubresaut de Hollywood, ce cadavre fardé qui prouve quand il veut qu'il peut encore faire un peu de cinéma. »
La performance de Joaquin Phoenix est particulièrement saluée par la critique,,,.
En France, le film est globalement très apprécié de la critique, le site Allociné proposant une moyenne de 4,1/5 pour la presse.
Le Parisien (Renaud Baronian) indique avoir beaucoup aimé le film : « C'est grâce à une mise en scène étonnante et une performance ahurissante de Joaquin Phoenix, l'œuvre de Todd Phillips s’impose comme un long-métrage unique. »
Le Figaro : « [Le film] est sublimé par la performance d'un Joaquin Phoenix au sommet de son art, et qui se place certainement parmi les candidats à l’Oscar. »
Pour Bold Magazine, au Luxembourg (Thomas Suinot), « Joker est un chef-d'œuvre, sublimé aussi bien par la prestation de Joaquin Phoenix que l'atmosphère lugubre de l’ensemble, envoûtée par la musique (surtout le violoncelle), stridente, oppressante, anxiogène aussi, de l’Islandaise Hildur Guðnadóttir. Un hommage à l'ennemi emblématique de Batman à l'écho sociétal terriblement moderne. »

### Box-office
| Pays ou région        | Box-office        | Date d'arrêt du box-office | Nombre de semaines |
| --------------------- | ----------------- | -------------------------- | ------------------ |
| États-Unis Canada     | 335 477 657 $     | 5 mars 2020                | 22                 |
| France                | 5 608 532 entrées | 3 mars 2020                | 21                 |
| Total hors États-Unis | 743 480 625 $     | 5 mars 2020                | 22                 |
| Total mondial         | 1 078 958 629 $   | 5 mars 2020                | 22                 |

Avec plus de 234 millions de dollars récoltés dans le monde en un week-end, dont 96 millions uniquement aux États-Unis, il est un record d'entrées pour un mois d'octobre,,. Il est également un triomphe, avec plus de 544,8 millions de dollars de recettes mondiales en moins d'une semaine, ce qui est un record pour un film de super-vilain,,,,,,,,. Il est également le 4e meilleur démarrage pour un film classé R de tous les temps. Avec un cumul de 335,4 millions de dollars aux États-Unis, le film enregistre le 4e meilleur résultat de tous les temps au box-office pour un film classé R avant d'être remplacée par Deadpool and Wolverine de Shawn Levy.
Avec plus de 1,6 million d'entrées dès sa première semaine en France, le film réalise le deuxième meilleur démarrage pour un film DC Comics. La semaine suivante, le film réalise également un excellent score de 1,2 million d'entrées supplémentaires, portant le cumul à 2,8 millions d'entrées. Lors de sa troisième semaine d'exploitation, le film réalise près de 1 million d'entrées supplémentaires, portant le cumul à 3,8 millions d'entrées. Lors de sa quatrième semaine, le film devient le plus gros succès des films DC en France, avec un cumul de 4,6 millions d'entrées. Lors de sa cinquième semaine, il devient le premier film DC à passer la barre des 5 millions d'entrées.
Le vendredi 15 novembre, il dépasse la barre symbolique du milliard de dollars engrangé depuis sa sortie début octobre. Il s'agit du premier film classé R de l'histoire à dépasser la barre du milliard de dollars. Au 5 mars 2020, le film enregistre un cumul de 1,074 milliard de dollars de recettes mondiales.

### Symbole des mouvements sociaux en cours
Dès sa sortie, Joker devient un phénomène de société international. Il fait écho, selon certains observateurs, aux mouvements sociaux alors en cours dans le monde, notamment aux Gilets jaunes,. De nombreux manifestants reprennent le maquillage et le costume du Joker, notamment au Liban, à Hong Kong et au Chili,. L'historien William Blanc relève que « c'est le scénariste anglais Alan Moore qui a donné cette dimension sociale au Joker dans la bande dessinée The Killing Joke » et qui a aussi écrit « V pour Vendetta », dont le masque du personnage V a également été largement repris par des manifestants depuis son adaptation au cinéma.

### Regain de tourisme dans le Bronx

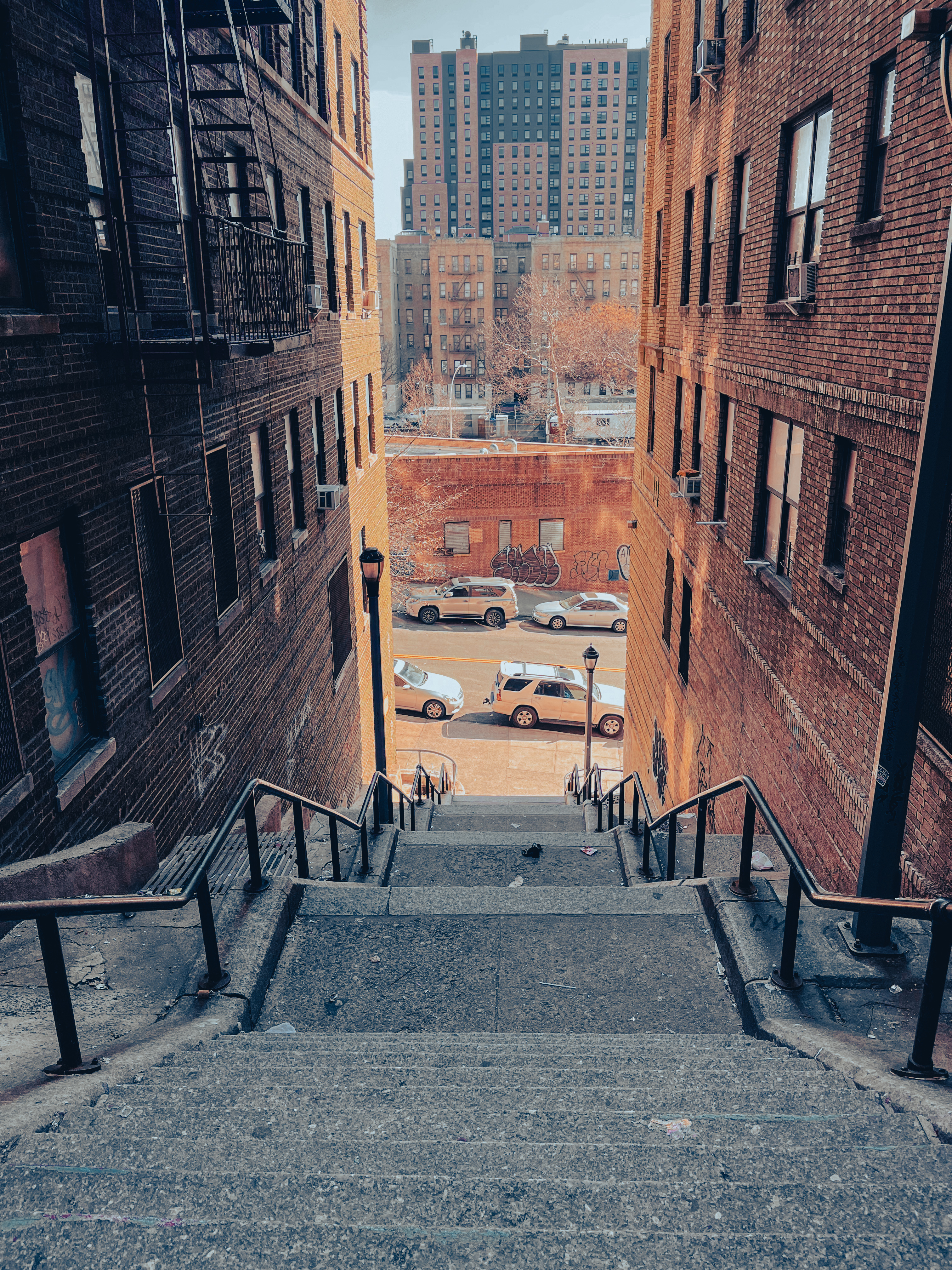
Les escaliers de West 167th Street, surnommés Joker Stairs depuis la sortie du film, dans le Bronx à New York.

Le film provoque une vague de tourisme sur les lieux du tournage, dans l'arrondissement du Bronx à New York, notamment sur les 132 marches qui relient Shakespeare Avenue à Anderson Avenue, où Arthur Fleck effectue des pas de danse.

## Distinctions
Entre 2019 et 2020, le film Joker a été sélectionné 361 fois dans diverses catégories et a remporté 122 récompenses,.

### Récompenses
- Mostra de Venise 2019 : Lion d'or avec une ovation de 8 minutes[86],[87]
- Golden Globes 2020 :
  - Meilleur acteur dans un film dramatique pour Joaquin Phoenix,
  - Meilleure musique de film pour Hildur Guðnadóttir.
- Critics' Choice Movie Awards 2020 :
  - Meilleur acteur pour Joaquin Phoenix,
  - Meilleure musique de film pour Hildur Guðnadóttir.
- Screen Actors Guild Awards 2020 : Meilleur acteur pour Joaquin Phoenix.
- British Academy Film Awards 2020 :
  - Meilleur acteur pour Joaquin Phoenix
- Oscars 2020 :
  - Meilleur acteur pour Joaquin Phoenix
  - Meilleur musique de film pour Hildur Guðnadóttir

### Nominations
- Oscars 2020 :
  - Meilleur film pour Todd Phillips, Bradley Cooper et Emma Tillinger Koskoff
  - Meilleur réalisateur pour Todd Phillips
  - Meilleur scénario adapté - Todd Phillips et Scott Silver d'après le personnage du Joker créé par Bill Finger, Bob Kane et Jerry Robinson
  - Meilleur montage de son
  - Meilleur montage pour Jeff Groth
  - Meilleurs maquillages et coiffures pour Kay Georgiou et Nicki Ledermann
  - Meilleur son
- Critics' Choice Movie Awards 2020 :
  - Meilleur film pour Bradley Cooper, Todd Phillips et Emma Tillinger Koskoff
  - Meilleur réalisateur pour Todd Phillips
- César 2020 :
  - Meilleur film étranger pour Todd Philips

### Sélections
- Mostra de Venise 2019 : sélection officielle en compétition
- Festival international du film de Toronto 2019 : gala de présentation

## Analyse